# Assalem
Assalem (en persan : اسالم Asâlem) est une localité de la préfecture de Talesh, dans la province de Guilan en Iran. Elle est le siège du district d'Asalem.